# ۱۹ اسفند
۱۹ اسفند سیصد و پنجاه و پنجمین روز سال در گاه‌شماری خورشیدی است. به پایان سال ۱۰ روز (۱۱ روز در سال کبیسه) باقی‌است.

## رویدادها
- ۴۰۰ به پایان رسیدن سرایش شاهنامه-فردوسی چنان که در خود شاهنامه آمده در این روز سرایش شاهنامه را به پایان رساند
- ۱۱۱۳ - انعقاد قرارداد دفاعی ایران و امپراتوری روسیه در زمان نادرشاه موسوم به پیمان گنجه
- ۱۳۴۱‍. محمدداود از صدارت افغانستان (از ۱۵ سنبله ۱۳۳۲) در سلطنت پسرعمویش، محمدظاهر کناره گرفت. صدراعظم‌های بعدی، از خانواده سلطننتی انتخاب نشدند. ۱۱ سال بعد، داود کودتا کرد و نظام سیاسی افغانستان را از شاهی مشروطه به جمهوری بدل نمود.
- ۱۳۶۳ - آغاز عملیات بدر
- ۱۴۰۱ - انتشار منشور همبستگی و سازماندهی برای آزادی ایران

## زادروزها
- ۱۳۵۳ - دی‌جی علی‌گیتور، خواننده
- ۱۳۶۲ - محمد همرنگ، بازیکن فوتبال
- ۱۳۷۴ - آرمان عبدالعالی ، بسکتبالیست ، دانش آموخته حقوق دانشگاه جامع علمی کاربردی ، دانش آموخته و دانشجوی مهندسی پزشکی دانشگاه پردیس تربیت مدرس ، دوست و عامل جنایت قتل غزاله شکور [۱] [۲]

## درگذشت‌‌ها
- ۱۲۷۵ - سید جمال‌الدین اسدآبادی، از نخستین نظریه‌پردازان بنیادگرایی اسلامی و استاد میرزا رضا کرمانی[۳]
- ۱۳۶۰ - تاج‌الملوک آیرملو، همسر رضاشاه و مادر محمدرضا پهلوی
- ۱۳۸۲ - نصرالله مردانی، شاعر ایرانی
- ۱۳۹۲ - پروین میکده، بازیگر
- ۱۳۹۶ - لوون هفتوان، بازیگر
- ۱۴۰۱ - رضا یوسفیان، نماینده حوزه انتخابیه شیراز و زرقان در دوره ششم مجلس شورای اسلامی
- ۱۴۰۲ - حمید بهبهانی، مهندس عمران و وزیر راه و ترابری در زمان ریاست جمهوری محمود احمدی‌نژاد

## مناسبت‌ها
- جشن رودها